# Вільнев-ан-Персень
Вільнев-ан-Персень (фр. Villeneuve-en-Perseigne) — муніципалітет у Франції, у регіоні Пеї-де-ла-Луар, департамент Сарта. Вільнев-ан-Персень утворено 1 січня 2015 року шляхом злиття муніципалітетів Шассе, Ла-Френе-сюр-Шедуе, Ліньєр-ла-Карель, Монтіньї, Рулле i Сен-Ригоме-де-Буа. Адміністративним центром муніципалітету є Ла-Френе-сюр-Шедуе. Населення — 2203 особи (01.01.2021).